# 大庄乡 (民和县)
大庄乡，是中华人民共和国青海省海东市民和回族土族自治县下辖的一个乡镇级行政单位。

## 行政区划
大庄乡下辖以下地区：
大庄村、孟家村、委家台村、哈家圈村、高兴湾村、崔家湾村、塔卧村、台集村、三家湾村、马家川村、韩家岭村、东山村、塘卡村、李家岭村和丁家嘴村。